# Les Choses défendues
Albums de Cali
L'Âge d'or
(2015) Cavale
(2020)
Les Choses défendues est le septième album de Cali, sorti le 25 novembre 2016.

## L'album
Cali reste attaché à dénoncer les actualités qui le révolte, la sortie du titre À cet instant je pense à toi notamment, et il le revendique.
Ses textes restent engagés tout en gardant la sensibilité développée sur l'album précédent.

## Liste des pistes
1. À cet instant je pense à toi
2. S'il te plaît
3. Les Choses défendues
4. I Want You
5. Je ne peux pas pleurer plus que ça
6. Sweetie
7. Annie Girardot
8. Elle a mal
9. Tout va recommencer
10. La Femme qui t'aime
11. Le Mariage (feat. Annika Grill)
12. À deux pas
13. Seuls les enfants savent aimer
14. Montréal 4 AM